# Gabriel Szturc
Gabriel Szturc (* 24. září 2003, Český Těšín) je český hokejový útočník hrající za tým Syracuse Crunch v AHL.

## Statistiky

### Klubové statistiky
| Sezóna      | Klub                     | Soutěž         |     | Základní část | Základní část | Základní část | Základní část | Základní část |   | Play off | Play off | Play off | Play off | Play off |
| Sezóna      | Klub                     | Soutěž         | Z   | G             | A             | B             | TM            | Z             | G | A        | B        | TM       |          |          |
| 2019/20     | BK Mladá Boleslav        | ČHL-17         | 12  | 10            | 7             | 17            | 8             | —             | — | —        | —        | —        |          |          |
| 2019/20     | BK Mladá Boleslav        | Pohár DHL      | 20  | 5             | 12            | 17            | 0             | —             | — | —        | —        | —        |          |          |
| 2019/20     | BK Mladá Boleslav        | Superpohár DHL | 7   | 2             | 5             | 7             | 2             | —             | — | —        | —        | —        |          |          |
| 2019/20     | BK Mladá Boleslav        | ČHL            | 4   | 0             | 0             | 0             | 2             | —             | — | —        | —        | —        |          |          |
| 2020/21     | BK Mladá Boleslav        | ČHL-20         | 11  | 2             | 4             | 6             | 10            | —             | — | —        | —        | —        |          |          |
| 2020/21     | BK Mladá Boleslav        | ČHL            | 9   | 0             | 0             | 0             | 2             | —             | — | —        | —        | —        |          |          |
| 2020/21     | HC Slovan Ústí nad Labem | 1. ČHL         | 16  | 1             | 5             | 6             | 8             | —             | — | —        | —        | —        |          |          |
| 2021/22     | Kelowna Rockets          | WHL            | 67  | 16            | 25            | 41            | 6             | 5             | 2 | 1        | 3        | 0        |          |          |
| 2022/23     | Kelowna Rockets          | WHL            | 56  | 24            | 55            | 79            | 44            | 4             | 0 | 0        | 0        | 4        |          |          |
| 2023/24     | Kelowna Rockets          | WHL            | 62  | 33            | 50            | 83            | 48            | 11            | 7 | 5        | 12       | 2        |          |          |
| 2023/24     | Syracuse Crunch          | AHL            | —   | —             | —             | —             | —             | 1             | 0 | 0        | 0        | 0        |          |          |
| 2024/25     | Syracuse Crunch          | AHL            | 54  | 7             | 12            | 19            | 6             | 3             | 0 | 0        | 0        | 0        |          |          |
| WHL celkově | WHL celkově              | WHL celkově    | 185 | 73            | 130           | 203           | 98            | 20            | 9 | 6        | 15       | 6        |          |          |

### Reprezentace
| Rok                       | Tým                       | Soutěž                    | Z  | G | A | B  | TM |
| ------------------------- | ------------------------- | ------------------------- | -- | - | - | -- | -- |
| 2020                      | Česko 17                  | WHC-17                    | 6  | 0 | 4 | 4  | 2  |
| 2021                      | Česko 18                  | MS-18                     | 5  | 3 | 1 | 4  | 0  |
| 2022                      | Česko 20                  | MS-20                     | 7  | 1 | 0 | 1  | 6  |
| 2023                      | Česko 20                  | MS-20                     | 7  | 5 | 3 | 8  | 4  |
| Juniorská kariéra celkově | Juniorská kariéra celkově | Juniorská kariéra celkově | 25 | 9 | 8 | 17 | 12 |